# Caio Mário da Silva Pereira
Caio Mário da Silva Pereira (Belo Horizonte, 9 de março de 1913 - 27 de janeiro de 2004, Rio de Janeiro) foi um jurista brasileiro.
Um dos mais notáveis civilistas brasileiros, publicou inúmeras obras e estudos, sobretudo a nível internacional, dentre as quais se destacam as Instituições de Direito Civil e o Anteprojeto de Código de Obrigações, este em parceria com Orlando Gomes. Foi professor emérito da Universidade Federal de Minas Gerais (UFMG), na qual se graduou, e da Universidade Federal do Rio de Janeiro (UFRJ), integrou a Consultoria-Geral da República de 2 de março de 1961 a 25 de agosto de 1965, presidiu o Conselho Federal da OAB no período de 01.04.1975 a 01.04.1977. Em 1978, durante o governo do general Ernesto Geisel, Caio Mário apresentou, na VII Conferência Nacional da OAB, a tese "Direitos Humanos: conceito abstrato, conceito realista", em uma de suas declarações mais honrosas à OAB, afirmava que se faltava à Ordem poder material, por outro lado a entidade reunia poder moral suficiente para continuar a luta pela preservação dos direitos humanos e do retorno ao Estado de direito no país.

## Biografia
Caio Mário da Silva Pereira nasceu em Belo Horizonte no dia 9 de março de 1913, filho de Leopoldo da Silva Pereira, escritor, professor e tradutor, e de Leonídia Coelho Pereira.
Fez os primeiros estudos no Grupo Escolar Barão do Rio Branco de 1921 a 1924, cursando o secundário no externato do Ginásio Mineiro, atual Colégio Estadual, ambos na capital mineira. Em 1930, ainda estudante, apoiou a Aliança Liberal (1929-1930) e a Revolução de 1930. No ano seguinte matriculou-se na Faculdade de Direito de Minas Gerais e, durante seu período de graduação, atuou como redator e gerente da Revista Forense, em Belo Horizonte, iniciando carreira de escritor através da publicação de alguns estudos sobre temas jurídicos.
Em 1932 apoiou a Revolução Constitucionalista de São Paulo, que constituiu a reação das oligarquias locais contra sua marginalização política após a Revolução de 1930 e expressou a oposição dessas correntes políticas paulistas às forças tenentistas e ao governo federal que as apoiava. Em 1935 participou da comissão designada pelo Instituto dos Advogados de Minas Gerais para elaborar o projeto da Constituição estadual, aprovado pela Assembléia Constituinte mineira que se reuniu naquele ano, encarregando-se da questão dos municípios. Em novembro, bacharelou-se em ciências jurídicas e sociais.
Em 1936 tornou-se professor de português e francês do Colégio Estadual de Minas Gerais, função que exerceu por três anos. Montou banca de advogado em Belo Horizonte e foi contra o golpe do Estado Novo, em novembro de 1937.
Membro da comissão que elaborou a Lei de organização Judiciária de Minas Gerais em março de 1940, formou em agosto de 1943, juntamente com Pedro Aleixo e José Monteiro de Castro, a bancada mineira que participou no Rio de Janeiro, então Distrito Federal, do II Congresso Jurídico Nacional, promovido pelo Instituto dos Advogados Brasileiros. A bancada mineira retirou-se do conclave juntamente com a carioca, descontente com o veto a uma sessão por elas reivindicada com o objetivo de discutir livremente as questões nacionais, como a redemocratização do país. Em outubro do mesmo ano, juntamente com importantes líderes da política de seu estado, assinou o Manifesto dos mineiros, pedindo a redemocratização nacional. Foi essa a primeira manifestação ostensiva de oposição ao Estado Novo partida das lideranças políticas liberais e conservadoras.
Com a desagregação do Estado Novo, participou, em abril de 1945, da fundação da União Democrática Nacional (UDN), partido de oposição liberal àquele regime, passando a integrar o setor jurídico da agremiação. Integrou também a comissão do Instituto dos Advogados de Minas Gerais, formada em 1947 para elaborar o projeto da Constituição mineira que foi aprovada naquele ano pela Constituinte estadual, atuando mais uma vez no setor relativo aos municípios.
Foi o primeiro colocado no concurso realizado em 1950 para a cátedra de direito civil da Faculdade de Direito da Universidade de Minas Gerais (UMG), tornando-se no ano seguinte professor de direito civil comparado no curso de doutorado dessa mesma universidade. Membro do Conselho Universitário da UMG em 1952, integrou a partir desse ano diversas bancas examinadoras para preenchimento de cátedra em universidades de vários estados brasileiros. Em 1960 deixou o Conselho Universitário da UMG após eleição que o indicou para vice-diretor da Faculdade de Direito dessa universidade.
Em março do ano seguinte, foi designado pelo presidente Jânio Quadros para ocupar o cargo de consultor-geral da República em substituição a Leopoldo César de Miranda Lima Filho. Jânio convidara antes Miguel Lins, mas retirara o convite em vista da revelação feita pelo deputado petebista Clóvis Ferro Costa, que causou grande escândalo na época, de que Miguel Lins era advogado e diretor da refinaria de Capuava, o que o incompatibilizava com o exercício daquela função. Silva Pereira permaneceu no cargo até setembro de 1961, logo após a renúncia de Jânio (25 de agosto de 1961), sendo substituído por Antônio Balbino.
Assumiu posição contrária ao governo de João Goulart (1961-1964), embora viesse a manifestar-se adepto do retorno ao presidencialismo durante o debate realizado antes do plebiscito de janeiro de 1963 sobre a melhor forma de governo para o país. Advogado geral de Minas Gerais em 1962, em janeiro do ano seguinte tornou-se secretário de Segurança Pública desse estado durante a gestão do governador José de Magalhães Pinto (1961-1966). Ainda em 1963, foi mais uma vez autor do projeto da lei de Organização Judiciária de Minas Gerais e do anteprojeto do Código de Obrigações. Em janeiro de 1964 deixou a Secretaria de Segurança Pública mineira. Apoiou o movimento político-militar que, em abril seguinte, depôs o presidente Goulart, passando a exercer, ainda nesse ano, a chefia de gabinete do ministro da Justiça, Milton Campos (1964-1965). Nesse cargo, que ocupou até 1965, foi autor dos projetos de Lei de Condomínios e Incorporações, em 1964, do Código de Obrigações e do Código Civil, em 1965, este último com outros juristas.
De janeiro a junho de 1966 atuou como chefe de gabinete do ministro da Educação, Pedro Aleixo, tornando-se professor titular de direito civil e direito romano da Faculdade de direito da Universidade Federal do Rio de Janeiro (UFRJ) em 1970. Ainda nesse ano foi eleito vice-presidente do Instituto dos Advogados Brasileiros, função que exerceu até o ano seguinte, quando foi designado para o conselho federal da Ordem dos Advogados do Brasil (OAB). Em 1974 deixou esse conselho e tornou-se professor de direito civil comparado da Faculdade de Direito da UFRJ. No ano seguinte, voltou ao conselho federal da OAB como presidente, cargo que ocupou até 1976.
Em 1978, durante o governo do general Ernesto Geisel (1974-1979), apresentou, quando da realização da VII Conferência Nacional da OAB, a tese Direitos humanos: conceito abstrato, conceito realista, na qual buscava uma aproximação de dois conceitos afirmando pouco valer a proclamação da existência dos direitos supraestatais inerentes à pessoa humana se sua efetivação dependesse das contingências do momento. Declarou ainda que, se faltava à OAB poder material, a entidade reunia poder moral para continuar a luta pela preservação dos direitos humanos e o retorno ao estado de direito no país.
Membro e secretário do conselho superior da seção mineira da OAB, foi também membro do Comitê Nacional de Direito Comparado, no Rio de Janeiro, da Société de Droit Comparé, em Paris, e da Comission Internationale de Juristes. Integrou ainda a comissão indicada pelo Instituto dos Advogados de Minas Gerais para estudar o Código de Processo civil, cabendo-lhe relatar a parte intitulada “Provas, sentenças e sua eficácia, desenvolvimento da ação processual".
Foi cofundador e presidente do Instituto Ítalo-Brasileiro de Direito Privado e Agrário Comparado.
Indicado diversas vezes pelo Tribunal de Justiça de Minas Gerais para compor o Tribunal Regional Eleitoral (TRE) do estado, foi convidado para pronunciar palestras e cursos de extensão universitária em vários estados brasileiros, além de realizar estudos especializados nas universidades norte-americanas de Harvard, Chicago, Washington, Tulane e na Catholic University, bem como na Universidade de Roma.
Presidente do conselho administrativo das Telecomunicações de Minas Gerais (Telemig), tornou-se sócio-fundador e membro do conselho administrativo do Instituto Clóvis Beviláqua, militando também nos foros de São Paulo, do Rio de Janeiro e, posteriormente, de Brasília. Participou ainda de vários congressos e conferências no Brasil e no exterior, nos quais atuou como relator ou defendeu teses.
Foi casado com Marina Célia da Silva Pereira.
Além de ter publicado artigos na Revista Forense, nas revistas das faculdades de direito de Pelotas (RS) e da Universidade de Minas Gerais, na Revista da OAB, na Revista dos Tribunais, na revista Justiça, de Porto Alegre, na Revista do Instituto dos Advogados de Minas Gerais, na Revista da Ordem dos Advogados de Pernambuco e na revista Ciências Jurídicas, bem como nos jornais O Diário, Estado de Minas, Folha de Minas e Jornal do Comércio, este do Rio de Janeiro, Silva Pereira foi colaborador da Revista Jurídica de Buenos Aires e do Boletim del Instituto de Derecho Comparado da Universidade do México. Publicou também as seguintes obras: Efeitos do reconhecimento da paternidade ilegítima (1947), Do direito comparado (tese, 1953) Reformulação da ordem jurídica (1955) Eternidade filosófica do direito (1956) Lesão nos contratos (1959), Pareceres (1964), Críticas ao anteprojeto do Código Civil (1972), Estudos de direito civil (1973), Direitos humanos concernentes à família (1974) Condomínios e incorporações (1975), Problemas atuais da advocacia (1975), Os valores da ordem e os valores da liberdade, Propriedade horizontal e Instituições do direito civil.
Foi membro da Academia Mineira de Letras, ocupando a cadeira nº 21.

## Algumas obras publicadas
- Instituições de Direito Civil, em VI Volumes
- Comentários ao Código Civil de 2002
- Responsabilidade Civil
- Condomínio e Incorporações
- Direito Civil - Aspectos de Sua Evolução
- Lesão nos Contratos
- Reconhecimento de Paternidade e seus Efeitos
- Reformulação da Ordem Jurídica
- Algumas Lembranças (obra autobiográfica)